# Algèbre vertex du Monstre
L'algèbre vertex du Monstre (ou module du Moonshine) est une algèbre vertex munie d'une action du groupe Monstre construite par Igor Frenkel, James Lepowsky et Arne Meurman. Richard Borcherds l'a utilisée pour prouver les conjectures du « Monstrous moonshine », en appliquant le théorème de Goddard-Thorn (en) en théorie des cordes pour construire l'algèbre de Lie Monstre, une algèbre de Kac-Moody généralisée (en) de dimension infinie sur laquelle le Monstre agit.
L'algèbre de Griess a la même composante de degré 2 que l'algèbre vertex du Monstre et le produit de Griess est l'un des produits de l'algèbre vertex. Elle peut être construite comme une théorie conforme des champs décrivant 24 bosons libres compactifiée sur le tore défini par le réseau de Leech et quotientée par le groupe de réflexions d'ordre deux.